# Peter Schlank
Peter Schlank (* 22. Februar 1949) ist ein slowakischer Skisprungtrainer und Skisprungfunktionär.
Schlank trainierte von 2006 bis 2008 das slowakische Skisprungnationalteam sowie als persönlicher Trainer den Skispringer Martin Mesík. Zudem war er bereits vorher als Wettkampf- und Sprungrichter bei nationalen Springen in der Slowakei tätig.
Seit der Saison 2011/2012 ist er wieder in der slowakischen Skisprungnationalmannschaft tätig, allerdings nur als Co-Trainer.